# 凯煦
凱煦（羅馬化：Kach），字面意思是「正路」（英語：This is the way），是以色列的极右派政党。由梅尔·卡漢在1970年代初创立，奉行犹太民族主义思想。歷經幾次敗選後，1984年，该党首次进入國會。然而，在國會選舉法修正案通過，禁止政黨煽動種族主義後，該黨遭禁止參加大選。1994年，遭到查禁。如今，凱煦在一些國家被認定為恐怖組織，包括：以色列、加拿大、歐盟及美國。猶太力量黨與凱煦有部分核心成員重覆，但人數不足百人。

## 歷史

### 成立
1971年9月，梅尔·卡漢从美国移民以色列，最初他宣佈僅參與猶太教育。然而，卡漢大肆鼓吹以色列將阿拉伯人全部从以色列及巴勒斯坦領土撵走，很快就卷入争议。1972年，犹太保卫同盟的傳單在希伯侖廣為散發，要求市長為1929年希伯侖大屠殺而受審。
1977年选举中，凱煦党不太成功，只得到4,396张选票。然而，在接下来的几年里发生的一些事增加了该党的声望。1982以色列归还西奈半岛给埃及同时以色列与埃及签署和平条约，附加协议里还有撤离西奈半岛的以色列定居者。这引发以色列国内的强烈抗议，有一些激进分子把自己关在会堂里威胁要自杀。犹太保卫同盟作为中介说服他们放弃了。
1984年选举中，凱煦党赢得了25,907的选票（1.2%），首次通过选举门槛，并赢得1个议会席位。
卡漢随后建议撤销以色列国内非犹太人的国籍和立法禁止外国人和以色列人的婚姻，包括一切性关系。
但他的政治生涯却很孤立，他的演讲遭到國會议员普遍抵制。尽管受到國会抵制，但卡漢在民间却逐渐受到欢迎。民调显示，卡漢很有可能在即将到来的1988年11月大选中获得3到四4席位，一些调查预测甚至多达12个席位，可能成为议会第三大党。
针对卡漢在选举中获得的成功，议会通过一项选举法修正案，禁止候选人在选举有下列明示或暗示：
1. 否定以色列国是犹太人国家；
2. 否定国家的民主性；
3. 煽动种族主义。

結果，1988年選舉中，依以色列中央選舉委員會，卡漢失去選舉人資格，經上訴法院後遭駁回。為抗議該司法結果，部分凱煦支持者組成恐怖組織匕首黨，以縱火、塗鴉攻擊以色列左翼政治家。

### 分裂
1990年11月5日，在紐約演講後，卡漢遇刺。兇嫌是埃及裔美國人埃爾‧薩依德‧諾賽爾。隨後，凱煦分裂。卡漢兒子本雅明領導「卡漢活着」（希伯來語：כהנא חי）派系出走，總部設在以色列西岸屯墾點蘋果村；而拉比亞伯拉罕在希伯崙旁的西岸屯墾點基列亞巴，繼續領導凱煦。1992年以色列國會選舉時，兩派都遭禁止參選。

### 取締與其後
1994年，以色列内阁通过反恐決議完全禁止该党，原因是凱煦兩派支持希伯崙慘案等恐怖攻擊。1994年2月25日，以色列人巴鲁克·戈登斯坦（Baruch Goldstein）在西岸城市希伯仑的麦比拉洞清真寺用机枪扫射正在礼拜的1100名穆斯林，打死29人，打伤约150人，是為1994年的希伯崙慘案。戈登斯坦是卡漢的支持者。1995年11月4日，反对巴以和平协议的以色列人伊戈尔·阿米尔刺杀时任总理伊扎克·拉宾。阿米尔和犹太保卫同盟有密切关系。在他家中发现多本鼓吹暴力袭击阿拉伯人的小册子。
2000年代，美国认定凱煦黨为恐怖组织，指控其使用炸药或武器意图危害人身安全和造成重大财产损害（包括试图使用汽车炸弹爆破东耶路撒冷的巴勒斯坦女子学校）；威胁和阴谋进行暗杀；募集恐怖袭击者等。2022年，美國將凱煦黨自恐怖組織名單除名。